# Chromatofor

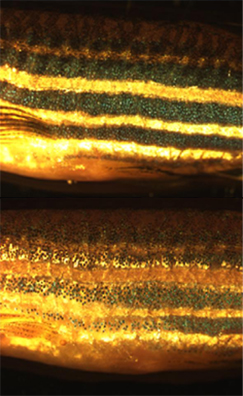
Chromatofory dánia pruhovaného zrostředkovávají maskování v tmavém (nahoře) a světlém (dole) prostředí.

Chromatofory jsou buňky, které obsahují barevné pigmenty a odrážejí světlo. Vyskytují se u obojživelníků, ryb, korýšů a hlavonožců. Jsou zodpovědné za zbarvení kůže a očí u studenokrevných živočichů a tvoří se z nervové lišty během vývoje embrya. Zralé chromatofory se řadí do podtříd podle svého zabarvení pod bílým světlem: xantofory (žluté), erytrofory (červené), iridofory (proměnlivé/duhové), leukofory (bílé), melanofory (černé/hnědé) a cyanofory (modré). Pojem „chromatofor“ se rovněž používá pro označení barevných vezikul vázaných na membrány, které se nacházejí u některých fotosyntetizujících bakterií.
Některé druhy živočichů umějí rychle změnit své zbarvení díky mechanismům, které přesouvají pigment a přesměrovávají odrazivé plochy uvnitř chromatoforů. Tato fyziologická změna zbarvení slouží především k maskování. Hlavonožci (např. chobotnice) mají složité chromatoforní orgány, které jsou ovládány pomocí svalů. Obratlovci (např. chameleoni) mění zbarvení pomocí buněčné signalizace. Takovéto signály se přenášejí pomocí hormonů nebo neurotransmiterů a mohou být vyvolány změnou nálady, teploty, stresem nebo viditelnými změnami okolního prostředí.
Na rozdíl od studenokrevných živočichů mají ptáci a savci pouze jedinou třídu buněk podobných chromatoforům – melanocyty.